# Poder protector

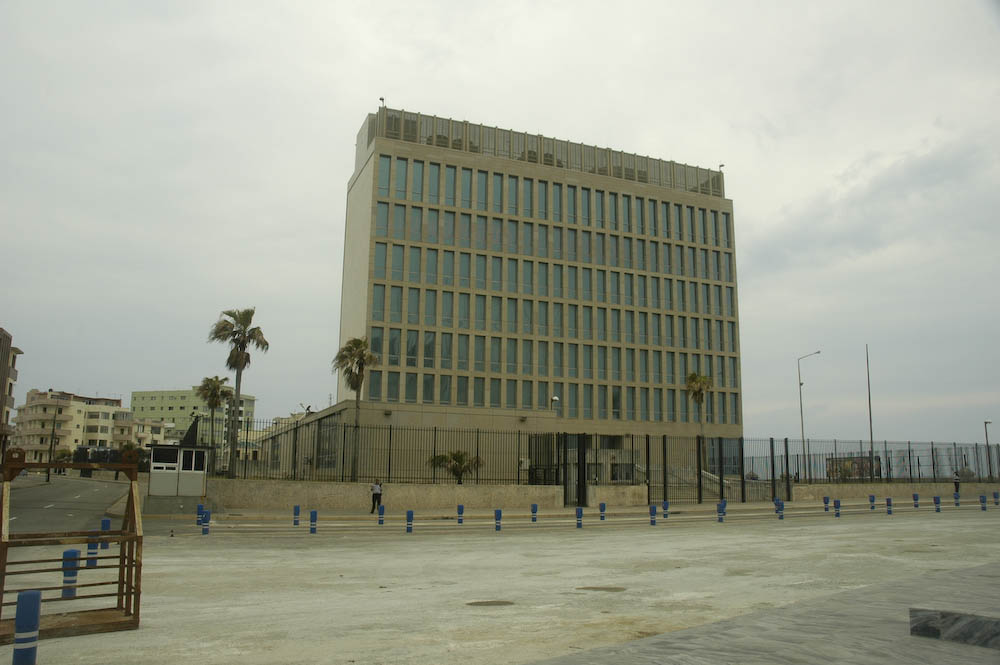
Embajada de Estados Unidos en Cuba. Entre 1961 y 2015, este edificio albergó la Sección de Intereses de Estados Unidos en Cuba. Aunque fue manejada por estadounidenses, oficialmente era parte de la embajada de Suiza en Cuba.

En el uso diplomático, el término poder protector hace referencia a la relación que puede ocurrir cuando un estado soberano no tiene relaciones diplomáticas con otro. Alguno de los países puede solicitar a un tercer país (con cual los dos mantienen relaciones diplomáticas) actuar como el poder protector, ofreciendo sus buenos oficios. En el territorio del país anfitrión, el poder protector será reconocido por ese país como apoderado para representar al otro y proteger sus intereses. Esto puede extenderse al cuidado para la propiedad diplomática del país protegido y actuar como oficiales de consulado por parte de sus ciudadanos. La relación y el estatus legal están reconocidas en convenciones internacionales sobre asuntos consulares tales como las Convenciones de Viena.
La práctica se utiliza cuando 2 países han roto o suspendido sus relaciones diplomáticas de manera formal por cualquier motivo (o nunca las tuvo), incluyendo disputas territoriales o militares, y sin embargo quieren mantener alguna forma de comunicación o medio de llevar a cabo asuntos necesarios. Efectivamente, es un medio de mantener a las relaciones diplomáticas incluso cuando esas relaciones han sido rotas. No es inusual que el poder protector retiene el uso de su representación diplomática antigua en cuanto a edificios (aunque reconocido como una sección de la embajada del poder protector) y nombrar diplomáticos al estado anfitrión (nuevamente, como miembros de la "Sección de Intereses" del poder protector en la misión diplomática de ese país). El anfitrión puede imponer restricciones mucho más sustanciales sobre la capacidad del poder protector en relación con nombrar personal o en otros asuntos.
No existe un requerimiento que el poder protector sea de un tamaño particular o que mantiene neutralidad formal, si no que el poder protector tenga relaciones diplomáticas con ambos países. El anfitrión debe otorgar o aceptar la presunción de protección. Las responsabilidades y arreglos específicos están acordados entre el poder protector y el poder protegido. En la práctica, el poder protector puede estar capaz de llevar a cabo relaciones diplomáticas y otras relaciones sustanciales con el anfitrión, a pesar de la falta de relaciones formales.

## Historia
La institución del poder protector se remonta a la Guerra franco-prusiana de 1870 y se formalizó en el Convenio de Ginebra de 1929. Los poderes protectores están autorizados en las 4 Convenciones de Ginebra de 1949. Además, la Cruz Roja Internacional puede ser designada como poder protector en virtud del Protocolo I (1977). La práctica de seleccionar un poder protector en tiempos de paz se formalizó en la Convención de Viena sobre Relaciones Diplomáticas (1961).

## Características
El poder protector es designado por el país emisor y también debe ser aceptable para el país anfitrión. Por lo tanto, debe mantener relaciones diplomáticas con ambos países. En tiempo de guerra, los Convenios de Ginebra también requieren que el poder protector sea un país neutral. Las responsabilidades y arreglos específicos se acuerdan entre el poder protector, el país emisor y el país anfitrión.
En un mandato integral, el poder protector lleva a cabo la mayoría de las funciones diplomáticas en nombre del país protegido. Esto es necesario cuando las relaciones son tan hostiles que las naciones enfrentadas no tienen personal diplomático o consular instalado en el territorio de cada uno. Por ejemplo, Suecia lleva a cabo funciones consulares limitadas para los Estados Unidos, Canadá y Australia en Corea del Norte.
En otros casos, las 2 naciones han roto relaciones diplomáticas, pero están dispuestas a intercambiar personal de manera informal. El poder protector sirve como mecanismo para facilitar este intercambio. La embajada original sigue siendo atendida por ciudadanos del país protegido, pero formalmente se la denomina como una "sección de intereses" del poder protector. Por ejemplo, la Sección de Intereses de Cuba estaba atendida por cubanos y ocupaba la antigua embajada cubana en Washington, pero formalmente era una sección de la Embajada de Suiza en los Estados Unidos.
No es necesario que ambos países seleccionen el mismo poder protector, aunque esto es conveniente para fines de comunicación. Cada uno puede designar un poder protector diferente, siempre que la elección sea aceptable para el otro país. Tampoco es obligatorio que un país seleccione solo un poder protector en el país receptor. Durante la Segunda Guerra Mundial, Japón nombró a España, Suecia y Suiza como sus poderes protectores en los Estados Unidos.

## Mandatos actuales
| Poder protector | País protegido (País emisor) | País receptor   | Tipo de mandato                    | Notas         |
| --------------- | ---------------------------- | --------------- | ---------------------------------- | ------------- |
| Brasil          | Argentina                    | Venezuela       | Mandato integral                   | [ 6 ]         |
| Brasil          | Perú                         | Venezuela       | Mandato integral                   | [ 7 ]         |
| Grecia          | Egipto                       | Catar           | Mandato integral                   |               |
| Israel          | Canadá                       | Venezuela       | Sección de intereses               | [ 8 ]         |
| Italia          | Canadá                       | Irán            | Mandato integral                   | [ 9 ]         |
| Omán            | Irán                         | Canadá          | Mandato integral                   | [ 10 ]        |
| Pakistán        | Irán                         | Estados Unidos  | Sección de intereses               | [ 11 ]        |
| República Checa | Estados Unidos               | Siria           | Sección de intereses               | [ 3 ] [ 12 ]  |
| Rumania         | Australia                    | Siria           | Mandato integral                   | [ 13 ] [ 14 ] |
| Rumania         | Canadá                       | Siria           | Mandato integral                   | [ 14 ]        |
| Rumania         | Francia                      | Siria           | Mandato integral                   | [ 14 ]        |
| Rumania         | Moldavia                     | Siria           | Mandato integral                   | [ 14 ]        |
| Suecia          | Australia                    | Corea del Norte | Mandato integral                   | [ 4 ]         |
| Suecia          | Canadá                       | Corea del Norte | Mandato integral                   | [ 4 ]         |
| Suecia          | Dinamarca                    | Corea del Norte | Mandato integral                   | [ 4 ]         |
| Suecia          | Finlandia                    | Corea del Norte | Mandato integral                   | [ 4 ]         |
| Suecia          | Islandia                     | Corea del Norte | Mandato integral                   | [ 4 ]         |
| Suecia          | Italia                       | Corea del Norte | Aplicaciones para la Visa Schengen | [ 4 ]         |
| Suecia          | Noruega                      | Corea del Norte | Mandato integral                   | [ 4 ]         |
| Suecia          | España                       | Corea del Norte | Aplicaciones para la Visa Schengen | [ 4 ]         |
| Suecia          | Estados Unidos               | Corea del Norte | Mandato integral                   | [ 3 ] [ 4 ]   |
| Suiza           | Georgia                      | Rusia           | Sección de intereses               | [ 15 ]        |
| Suiza           | Irán                         | Egipto          | Sección de intereses               | [ 16 ]        |
| Suiza           | Irán                         | Arabia Saudita  | Mandato integral                   | [ 17 ]        |
| Suiza           | Rusia                        | Georgia         | Sección de intereses               | [ 16 ] [ 18 ] |
| Suiza           | Arabia Saudita               | Irán            | Mandato integral                   | [ 17 ]        |
| Suiza           | Estados Unidos               | Irán            | Sección de intereses               | [ 3 ] [ 16 ]  |
| Suiza           | Ecuador                      | México          | Sección de intereses               | [ 19 ]        |
| Turquía         | Estados Unidos               | Libia           | Sección de intereses               | [ 3 ] [ 20 ]  |